# Selección de fútbol de Québec
La Selección de fútbol de Québec es la selección representativa de la región canadiense, habitado por franceses, en dicha disciplina. Quebec no está afiliada a la FIFA o la Concacaf, y por lo tanto no puede competir por la Copa Mundial de Fútbol  o la Copa de Oro de la Concacaf. Sin embargo el equipo es miembro de ConIFA.
Originalmente, el equipo no fue sancionado por la Federación de Fútbol de Quebec como la federación canadiense de fútbol suspendió la federación en junio de 2013 por no permitir que los jugadores con turbantes por motivos religiosos participaran en los partidos. Sin embargo, el equipo se comunicó con la federación y comunicó regularmente el progreso del proyecto para construir una relación en preparación para ser sancionado en el futuro. En mayo de 2014, se anunció que el equipo se había asociado oficialmente con el QSF y estaban trabajando juntos para quizás eventualmente convertirse en miembro de Concacaf y jugar contra otros seleccionados nacionales. Quebec no es miembro de la FIFA ni de ninguna confederación o subconfederación, ya que forma parte de Canadá. Sin embargo, Quebec es miembro oficial de la Confederación de Asociaciones de Fútbol Independientes (ConIFA), una organización global para equipos de fútbol nacionales fuera de la FIFA. Por lo general, en Quebec, la mayoría de la población habla francés, mientras que el inglés es la minoría más numerosa. Aunque se dice que el propósito del equipo es cultural, no político, el equipo está parcialmente financiado por la Sociedad Saint-Jean-Baptiste y Parti Québécois, un partido político canadiense que aboga por el movimiento de soberanía de Quebec. El equipo se formó en 2013 y jugó su primer partido contra el seleccionado de Tíbet en el Torneo Internacional de Pueblos, Culturas y Tribus 2013, un evento organizado por Marsella como la Capital Europea de la Cultura 2013, el 24 de junio de 2013. Quebec ganó el partido 21-0. El equipo actualmente está compuesto principalmente por jugadores de la Première Ligue de soccer du Québec y exjugadores del Montreal Impact. Actualmente son entrenados por el ex internacional canadiense Patrick Leduc.

## Partidos
| Fecha      | Lugar             |        | Rival           | Resultado |
| ---------- | ----------------- | ------ | --------------- | --------- |
| 24-06-2013 | Marsella, Francia | Québec | Tíbet           | 21 - 0    |
| 25-06-2013 | Marsella, Francia | Québec | Provenza        | 3 - 1     |
| 27-06-2013 | Marsella, Francia | Québec | Kurdistán       | 0 - 1     |
| 28-06-2013 | Marsella, Francia | Québec | UGA Ardziv      | 2 - 1     |
| 19-06-2015 | Quebec, Canadá    | Québec | Vermont Voltage | Cancelado |